# Palmarès del Nottingham Forest Football Club
Il Nottingham Forest Football Club, noto semplicemente come Nottingham Forest, è una società calcistica inglese con sede nella città di Nottingham, militante in Premier League (massima divisione del campionato inglese) dal 2022. Fondato nel 1865, il Nottingham Forest è il terzo club professionistico più antico del mondo dopo il Notts County e lo Stoke City.
Il suo palmarès vanta la vittoria di un campionato inglese (1977-1978), due Coppe d'Inghilterra (1897-1898, 1958-1959), quattro Coppe di Lega inglesi (1977-1978, 1978-1979, 1988-1989, 1989-1990), una Supercoppa inglese (1978), due Coppe Campioni (1978-1979, 1979-1980) ed una Supercoppa europea (1979). In seguito alla retrocessione in terza divisione nel 2005, il Nottingham Forest è diventato il primo club nella storia del calcio ad aver vinto la Coppa Campioni e ad essere poi retrocesso fino alla terza divisione della propria federazione di appartenenza.

## Competizioni nazionali
- Campionato inglese: 1

1977-1978
- Coppa d'Inghilterra: 2

1897-1898, 1958-1959
- Coppa di Lega inglese: 4

1977-1978, 1978-1979, 1988-1989, 1989-1990
- Charity Shield: 1

1978
- Full Members Cup: 2  (record condiviso con il Chelsea)

1988-1989, 1991-1992
- Campionato inglese di seconda divisione: 3

1906-1907, 1921-1922, 1997-1998
- Third Division South: 1

1950-1951
- Torneo del centenario della Football League: 1

1988

## Competizioni internazionali
- Coppa dei Campioni: 2

1978-1979, 1979-1980
- Supercoppa UEFA: 1

1979
- Coppa anglo-scozzese: 1

1976-1977

## Competizioni giovanili
- Blue Stars/FIFA Youth Cup: 1

1989

## Altre competizioni
- Bass Charity Vase: 3

1899, 2001, 2002
- Brian Clough Trophy: 6

2009, 2010, 2011, 2013, 2015 (2)
- Dallas Cup: 1

2002
- Torneo di Norimberga: 1

1982
- Trofeo Colombino: 1

1982

## Altri piazzamenti
- Campionato inglese:

Secondo posto: 1966-1967, 1978-1979
Terzo posto: 1983-1984, 1987-1988, 1988-1989, 1994-1995
- Coppa d'Inghilterra:

Finalista: 1990-1991
Semifinalista: 1878-1879, 1879-1880, 1884-1885, 1891-1892, 1899-1900, 1901-1902, 1966-1967, 1987-1988, 1988-1989, 2024-2025
- Coppa di Lega inglese:

Finalista: 1979-1980, 1991-1992
Semifinalista: 2022-2023
- Community Shield:

Finalista: 1959
- Campionato inglese di seconda divisione:

Secondo posto: 1956-1957, 1993-1994
Terzo posto: 1976-1977, 2009-2010
- Football League One:

Secondo posto: 2007-2008
- Supercoppa UEFA:

Finalista: 1980
- Coppa UEFA:

Semifinalista: 1983-1984
- Coppa Intercontinentale:

Finalista: 1980